# Chorizo

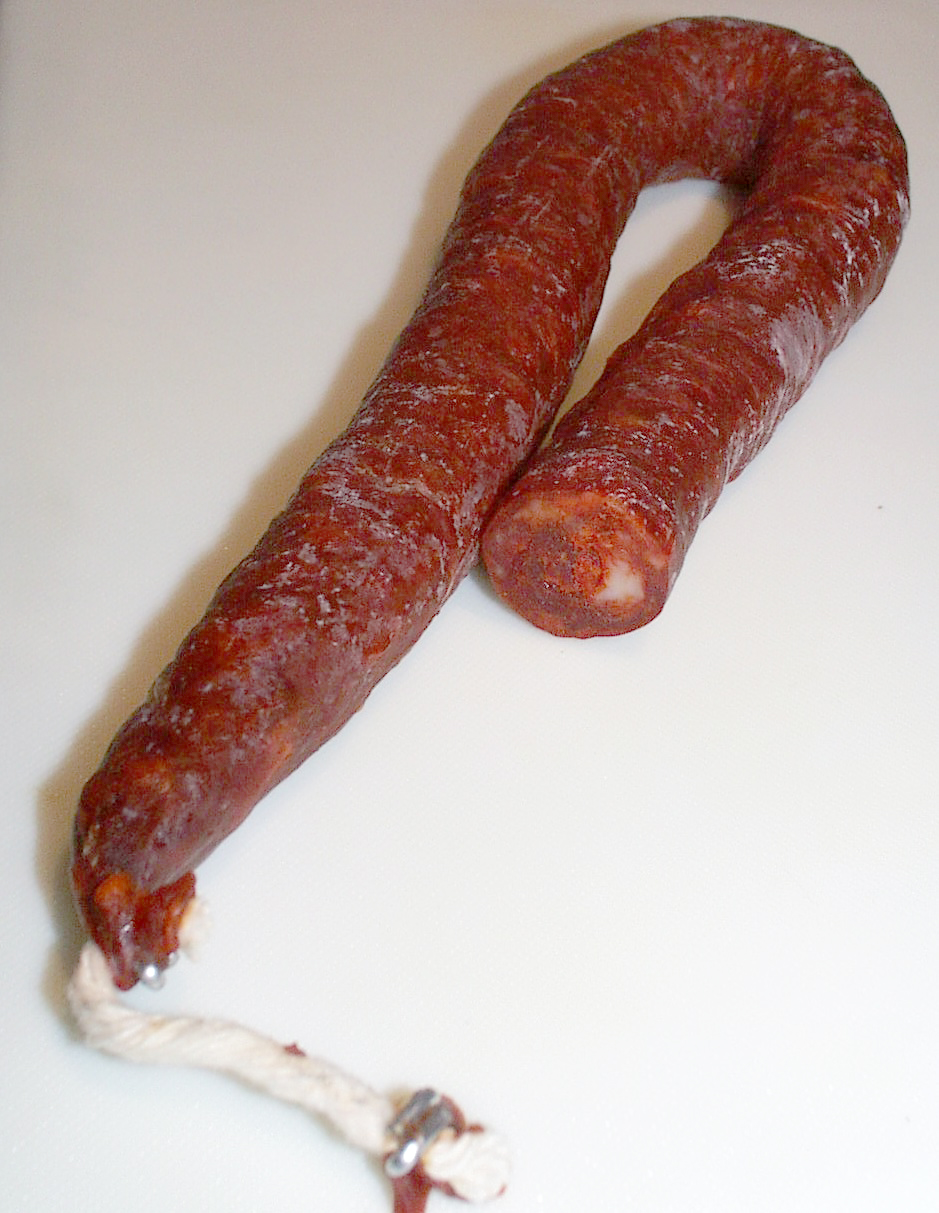
Chorizo

Chorizo [tʃo'ɾiθo] (spanisch), Chouriço (portugiesisch), Chourizo [t͡ʃowˈɾiθo̝] (galicisch) oder Xoriço [ʃu'ɾisu] (katalanisch) ist eine würzige, feste, grobkörnige, mit Paprika und Knoblauch gewürzte Rohwurst vom Schwein aus Spanien und Portugal. Paprika gibt ihr eine rote Farbe und trägt zum typischen Geschmack bei. Chorizo enthält üblicherweise bis zu doppelt so viel Paprika wie die ebenfalls mit Paprika gewürzte ungarische Kolbász.

## Wortherkunft
Die Herkunft des Wortes chorizo ist unklar. Möglicherweise stammt es vom lateinischen salsicium („Wurst“) ab. Eine andere mögliche Herkunft bildet das griechische Wort χοιρίδιον (choirídion), eine in der römischen Zeit gebräuchliche Bezeichnung für Schwein.
Im Spanischen wird chorizo auch als Schimpfwort für einen kleinen Dieb oder Betrüger gebraucht.

## Spanien
Die spanische Chorizo ähnelt der südportugiesischen Chouriço, enthält aber mehr Paprika. Jährlich werden in Spanien ca. 50.000 Tonnen Chorizo hergestellt. Die Chorizo wird meist als Wurstring oder abgebundene Wurstkette angeboten. Sie wird als Aufschnitt verwendet, in Eintöpfen gekocht und ist als Tapa sehr beliebt. Sie wird roh, gegrillt, gebraten oder geräuchert verzehrt. Gelegentlich wird sie auch in Apfelwein (Sidra) gekocht oder in Schweineschmalz oder Olivenöl eingelegt. In einigen Regionen Spaniens reicht man die Chorizo mit Muskatnuss, Oregano, Thymian, Pfeffer, Kartoffeln und Zwiebeln. Im Handel werden auch Varianten aus Truthahnfleisch (chorizo de pavo) angeboten.

### Herstellung

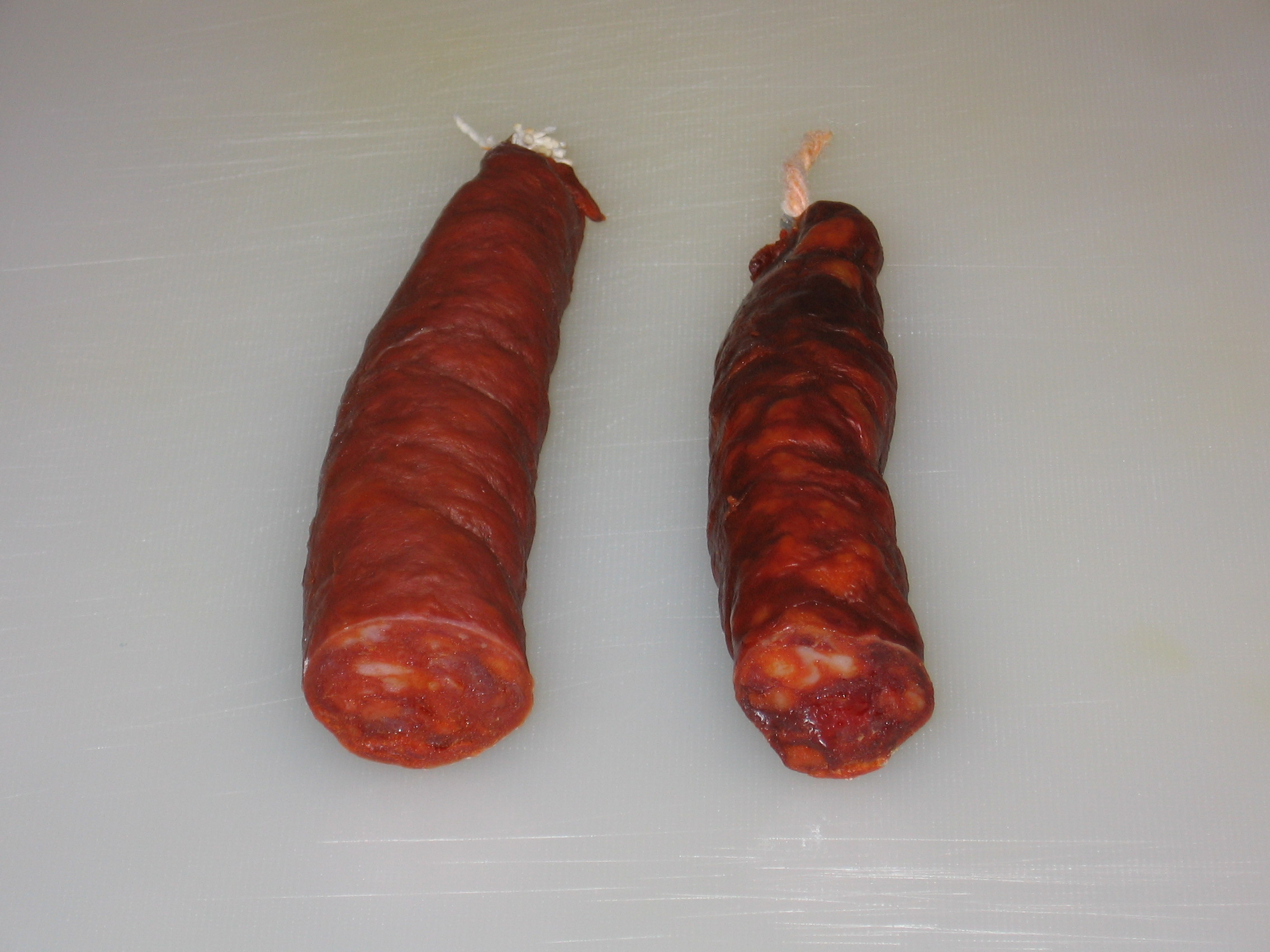
Aufgeschnittene Chorizo

Bei der Herstellung werden Fleisch und Speck klein gehackt; oft kommen Innereien vom Schwein dazu. Die Masse wird mit Salz, Paprika (z. B. Pimentón de la Vera) und Knoblauch gewürzt; je nach regionalen Gewohnheiten können weitere Gewürze (z. B. Oregano) hinzukommen. Der Geschmack der Wurst variiert je nach der verwendeten Paprikasorte (mild, leicht süß, scharf, extra scharf, geräuchert, sonnengetrocknet). Die Wurst wird dann üblicherweise in speziellen Trockenräumen bei Temperaturen zwischen fünf und zehn Grad Celsius an der Luft getrocknet. Bei dieser vier bis sechs Wochen dauernden Reifung wird die Chorizo fester und erhält ihren markanten Geschmack. Da während der Reifung auch eine Fermentation (Gärung) stattfindet, stellt sich ein leicht säuerlicher Geschmack ein.
Die fertigen Würste werden in eine von vier Qualitätsstufen eingeteilt, von denen lediglich die beiden besten, „Primera“ und „Extra“, in den Export gelangen.
Neben anderen Lebensmitteln sind Chorizo und Salchichon die einzigen Fleischerzeugnisse, bei dem zum Röten im EWR und der Schweiz der Zusatz des Lebensmittelfarbstoffes Cochenillerot A (E 124) (bis zu 50 mg/kg) zulässig ist. Neben der obligatorischen Angabe von Zusatzstoffnamen ist im EWR das Lebensmittel in diesem Fall zusätzlich mit dem Hinweis „Kann Aktivität und Aufmerksamkeit bei Kindern beeinträchtigen“ zu versehen.

### Regionale Varianten
Die berühmteste Variante ist die Chorizo riojano. Sie ist durch eine Herkunftsbezeichnung geschützt. Zu ihrer Herstellung werden Fleisch und Speck kastrierter weißer Schweine verwendet. Im Gegensatz dazu wird die Chorizo ibérico aus dem Fleisch von schwarzen Cerdo-Ibérico-Schweinen hergestellt – einer alten iberischen Rasse, die eng mit dem Wildschwein verwandt ist. Weitere beliebte Sorten sind Chorizo asturiano, Chorizo de Pamplona, Chorizo de Cantimpalos aus Segovia, Chorizo de Soria, Chorizo extremeño und die Chorizo de Zamora. Eher als lokale Kuriosität wird Chorizo auch aus Wildschwein, Hirsch, Ziege oder Lamm hergestellt.

## Portugal

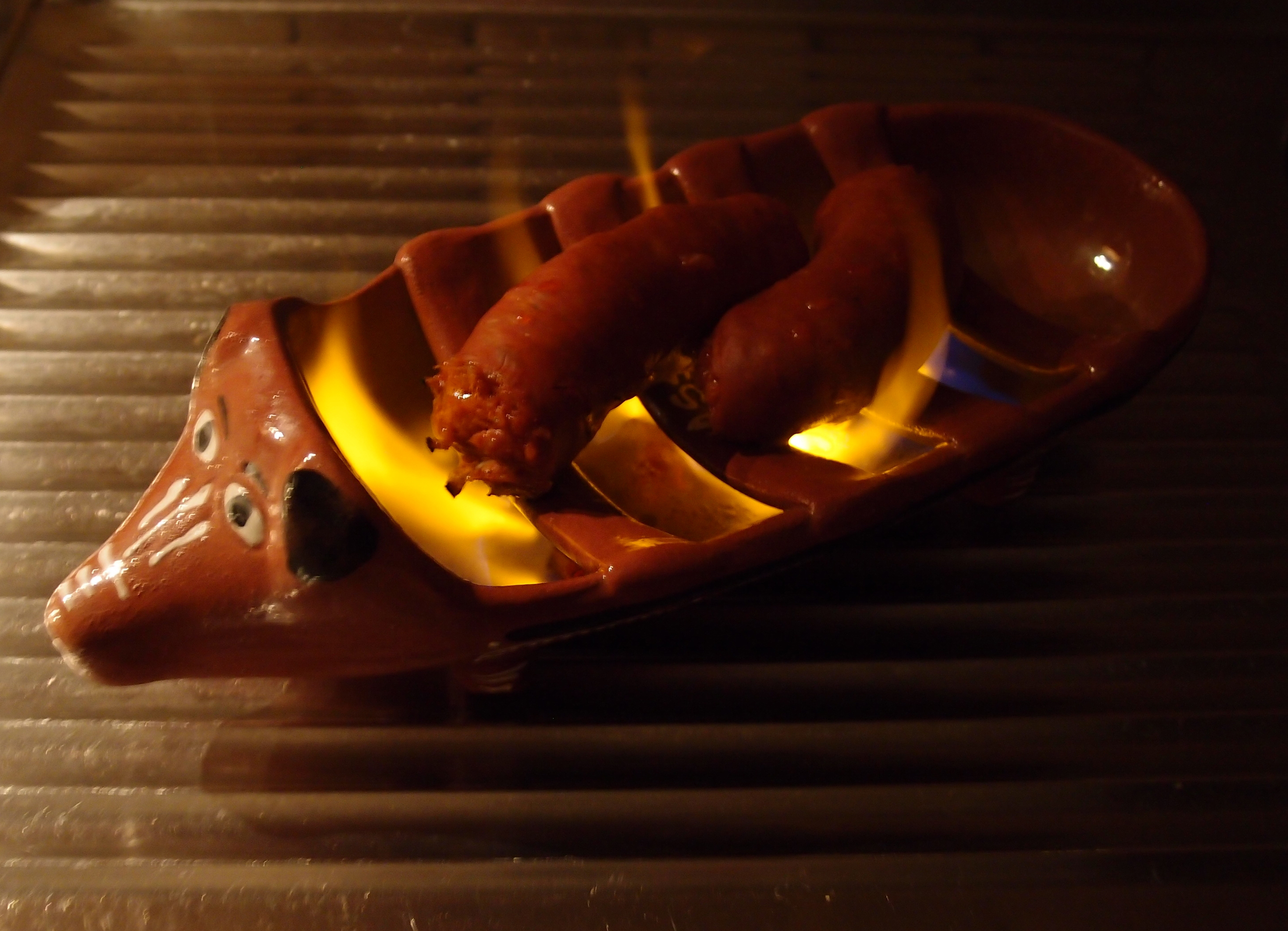
Assa Chouriço (portugiesischer Chouriço-Bräter / -grill)

In Portugal wird die Wurst als Chouriço bezeichnet und ist so beliebt wie in Spanien. Die nordportugiesische Chouriço ist normalerweise fetthaltiger und enthält weniger Paprika. Das Fleisch zu ihrer Herstellung (Schweinebauch) wird vor dem Räuchern mit Knoblauch, Salz und diversen Gewürzen in Rotwein eingelegt. Die südportugiesische Chouriço  enthält mehr Paprika. Industriell gefertigte Chouriço enthält oft sehr fetthaltiges und fein geschnittenes Fleisch.
Eine beliebte Zubereitungsart in Portugal ist, die Chouriço auf einer Assa Chouriço – einer oftmals verzierten kleinen keramischen Tischgrillschale – zu flambieren; hierzu wird meist preiswerter Aguardiente, Ethanol oder einheimischer Medronho in die Auffangwanne der Assa gegossen und  für wenige Minuten angezündet. Die Chouriço wird vor diesem Flambiervorgang mehrfach der Länge nach seitlich eingestochen, damit unter der großen Hitzeeinwirkung das Fett in die Grillwanne austreten kann.

## Andere Länder

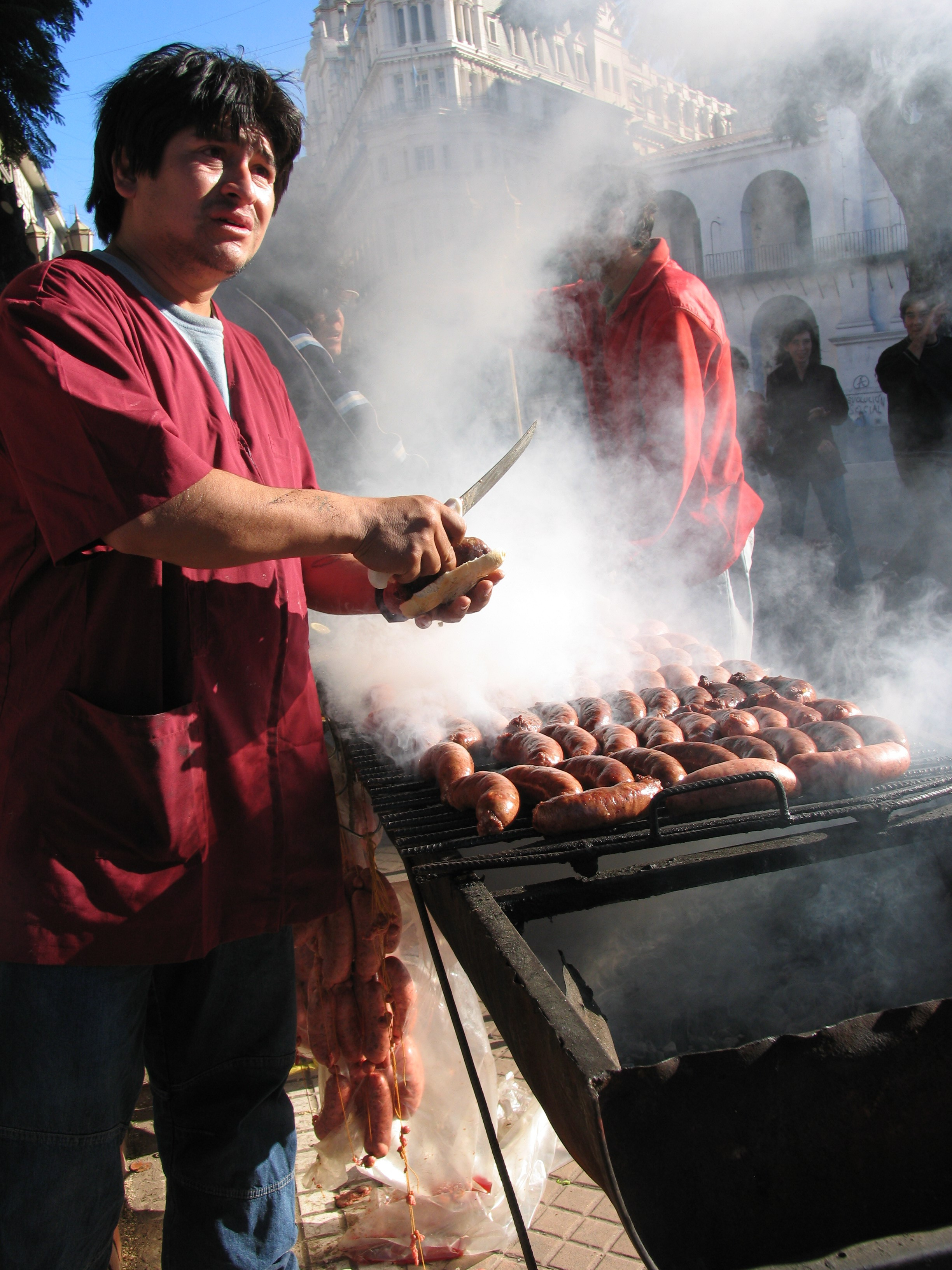
Chorizogrill in Argentinien

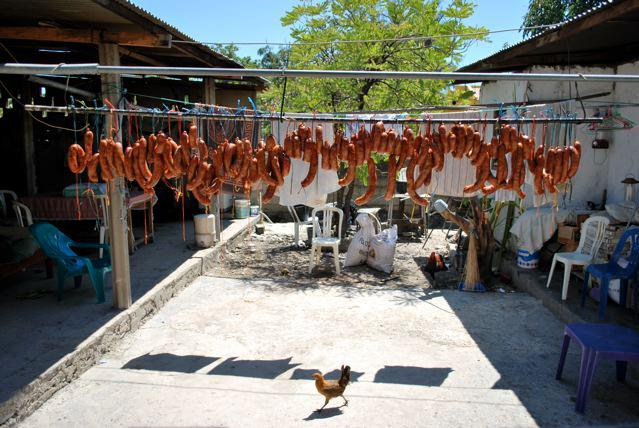
Chouriços-Produktion in Osttimor

Die größten Chorizo-Konsumenten außerhalb Spaniens und Portugals sind die Franzosen. In Frankreich werden neben den Importen aus Spanien etwa 7000 bis 9000 Tonnen Chorizo produziert. Die Wurst ist etwas fetter: Während spanische Chorizo der Qualitäten Primera und Extra 20 bis 30 Prozent Fett enthält, sind es bei der französischen Variante rund 45 Prozent. Im Gegensatz zur spanischen Variante ist die französische Chorizo üblicherweise etwas feiner geschnitten.
In den spanischsprachigen Ländern der Karibik und Mittelamerikas wird ebenfalls Chorizo hergestellt. Gewürzt wird nicht selten mit Cayennepfeffer, schwarzem Pfeffer, Oregano und Kreuzkümmel. Ein in Mexiko beliebtes Frühstück ist chorizo con huevos (Chorizo mit Eiern).
In Südamerika werden Wurstwaren unter der Bezeichnung Chorizo beziehungsweise Chouriço hergestellt. Diese unterscheiden sich aber stärker vom spanischen oder portugiesischen Original, da sie weniger würzig sind. Die Chorizos beim argentinischen Asado sind Bratwürste. Man kann sie leicht selbst vorbereiten, indem man das Wurstbrät mit Chimichurri vermengt.
Auf den Philippinen existiert ebenfalls eine Variante von Chorizo. Sie ist etwas süßer als das spanische Original.
Im kleinen indischen Bundesstaat Goa gibt es eine Chouriço, was auf die portugiesische Kolonialzeit zurückgeht. Diese ist sehr viel dunkler und weitaus schärfer als andere Würste dieses Namens. Auch in Osttimor, dem ehemaligen Portugiesisch-Timor, werden Chouriços hergestellt.
Auch deutsche Hersteller haben die Chorizo in ihre Sortimente aufgenommen.